# José María Carvajal Urrutia
José María Carvajal Urrutia   (Cadis, 1762 - Madrid, 4 de desembre de 1832) va ser un militar i polític espanyol, secretari de Marina durant la Guerra del Francès.
Militar de l'Exèrcit espanyol, assolí el grau de tinent general i fou capità general del Regne de València i del Regne de Múrcia. Fou acadèmic d'honor de la Reial Acadèmia de Belles Arts de Sant Carles de València i la Junta Suprema Central el va nomenar secretari de despatx de Marina de febrer a juny de 1812.
Entre altres condecoracions, va rebre la Gran Creu de l'Orde de Sant Hermenegild, de Sant Ferran i la placa de l'Orde d'Isabel la Catòlica.